# XR 6000, 6100 et 6200
Ne doit pas être confondu avec XR 6000 Decauville.
,,
Les XR 6000, 6100, 6200, 96000 et 96200 sont des remorques d'autorails appartenant à la Société nationale des chemins de fer français (SNCF) surnommées les remorques ANF car construites par les ANF. Elles ont été développées à la fin des années 1970 pour supplanter les remorques unifiées dites « Decauville » et servir aux côtés des autorails X 2100 et 2200.

## Caractéristiques
Elles sont équipées d'un chauffage par air pulsé et d'un statodyne 380 V pour l'électricité.

## Voitures particulières
- L'XR 96004 est issue de l'XR 6069.
- Les XR 6014, 6024, 6046, 6136 et 6144 ont été adaptées au Train des merveilles.

## Voitures préservées

### XR 6000
- XR 6002 : Chemin de Fer de la Charente Limousine (Roumazières Loubert - Confolens)
- XR 6024 : Association du Train touristique du centre-Var[4].
- XR 6031 : Cité du train à Mulhouse (en livrée multicolore)
- XR 6053 : AAATV (« Amicale des Anciens et Amis de la Traction à Vapeur », section Montluçon),ex viaduc 07(ferraillé)
- XR 6067 : Autorail Limousin, au dépôt de Limoges (Haute-Vienne)(ferraillé)
- XR 6072 : Gentiane express, Chemins de Fer de la Haute-Auvergne, Bort-les-Orgues. Utilisation depuis l'été 2017 sur Riom-Lugarde (train touristique Gentiane-Express)
- XR 6077: Autorail X 2800 du Haut-Doubs
- XR 6088 : AAATV (« Amicale des Anciens et Amis de la Traction à Vapeur », section Montluçon),ex viaduc 07
- XR 6091 : Association des Passionnés de l' X2800 (AP2800) à Nîmes.

### XR 6100
- XR 6144 : Écomusée du haut-pays et des transports
- XR 6154 : Autorail x2800 du Haut-Doubs
- XR 6167 : CFTST - Cercle Ferroviaire des Territoires de Sologne et Tourraine

### XR 6200
- XR 6202 : Préservée Chemins de fer du Centre-Bretagne, à Pontivy (Morbihan)
- XR 6233 : Préservé a Montluçon, gérée par l'« AAATV » (« Amicale des Anciens et Amis de la Traction à Vapeur », section Montluçon)
- XR 6239 Préservé a Montluçon, gérée par l'« AAATV » (« Amicale des Anciens et Amis de la Traction à Vapeur », section Montluçon)
- XR 6241 : Préservée Chemins de fer du Centre-Bretagne, à Pontivy (Morbihan)

### XR 96000
- XR 96005 : Chemins de fer du Centre-Bretagne, à Pontivy (Morbihan)
- XR 96002 et XR 96003 : CFTHQ

## Modélisme
Ces remorques d’autorail ont été reproduites à l’échelle HO dans plusieurs livrées par les firmes Jouef et Lima.

## Galerie de photographies

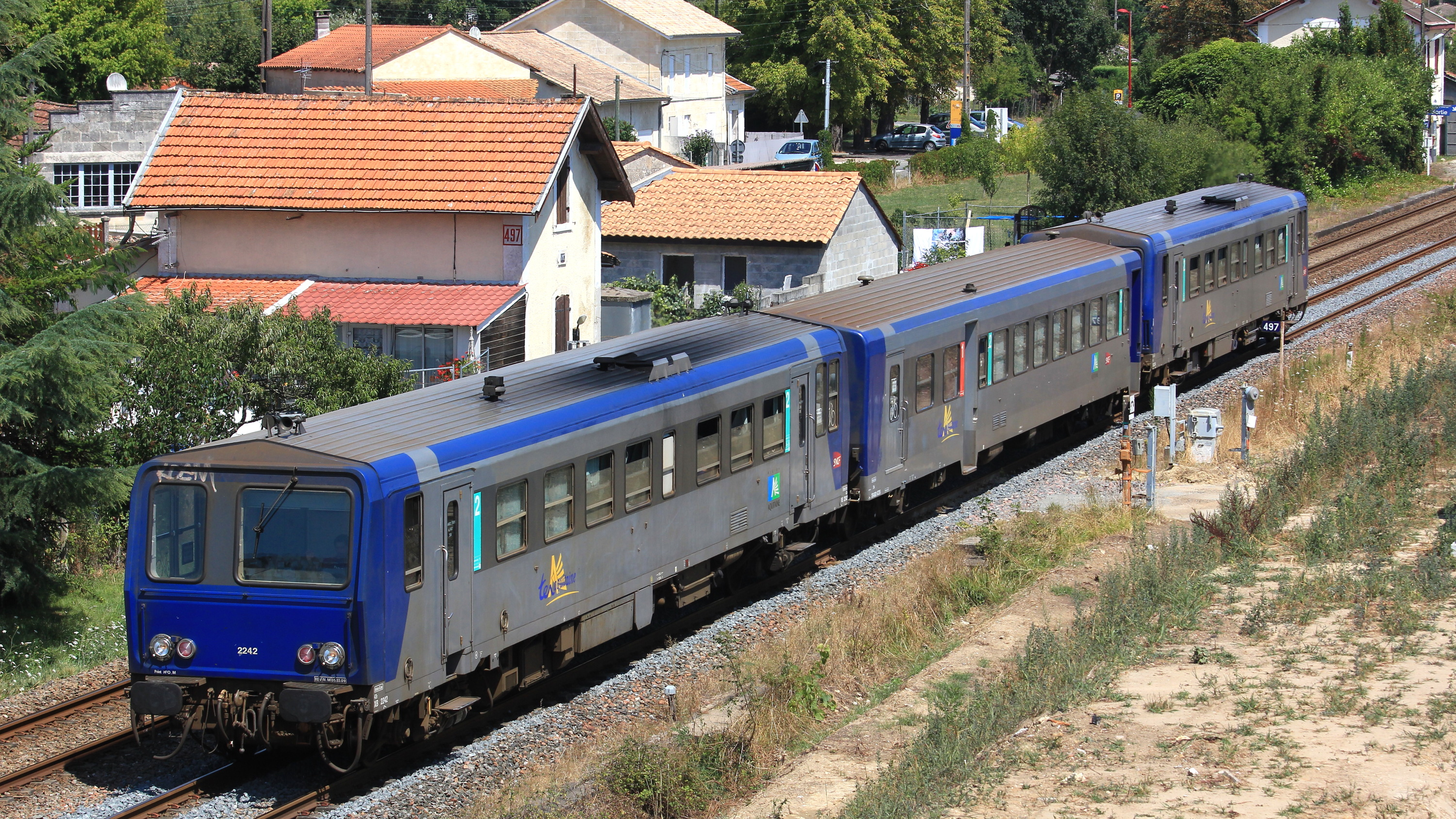
Deux X 2200 encadrant la XR 9226.
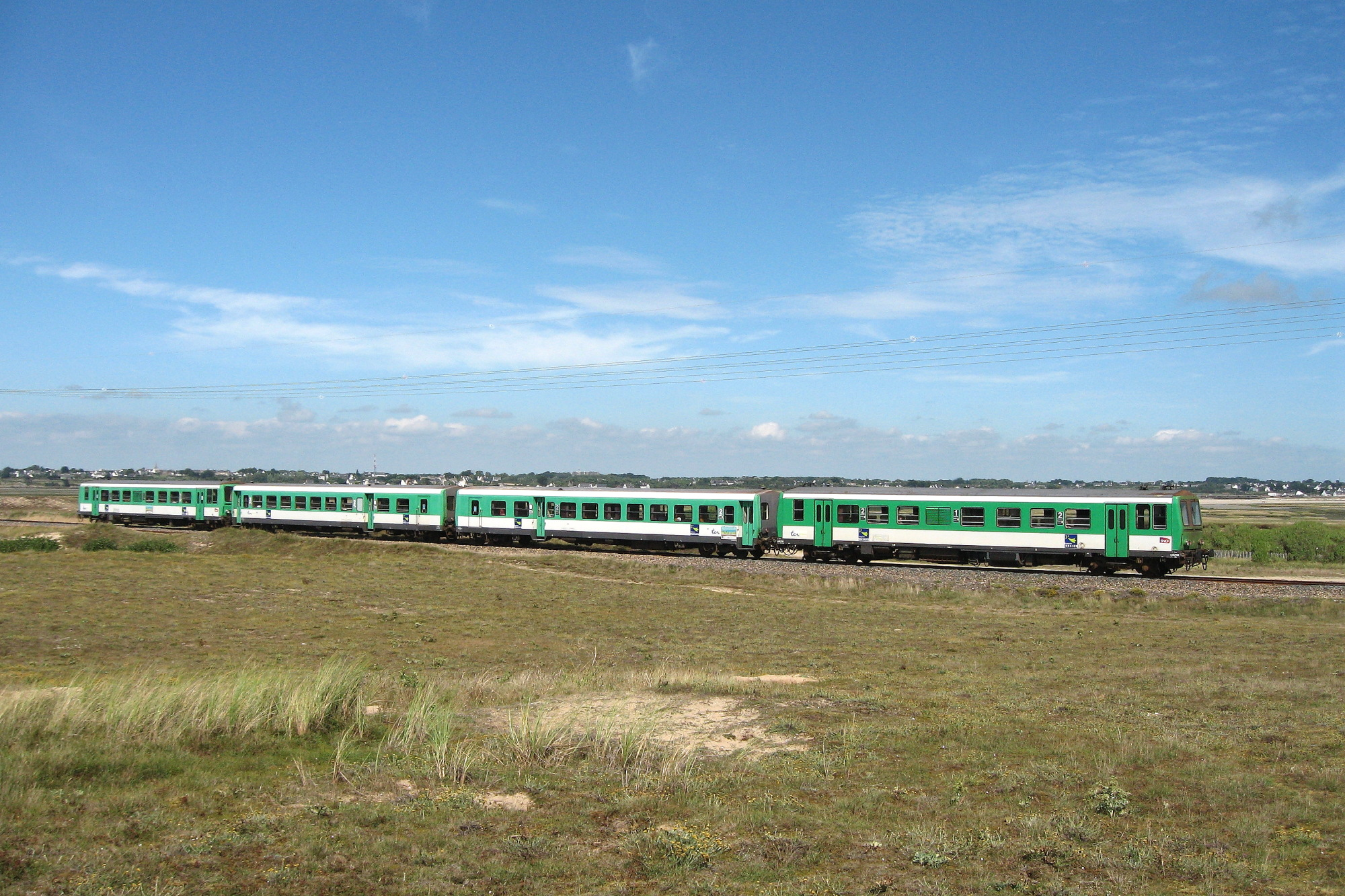
Train composé de deux X 2100 et deux XR 6100.
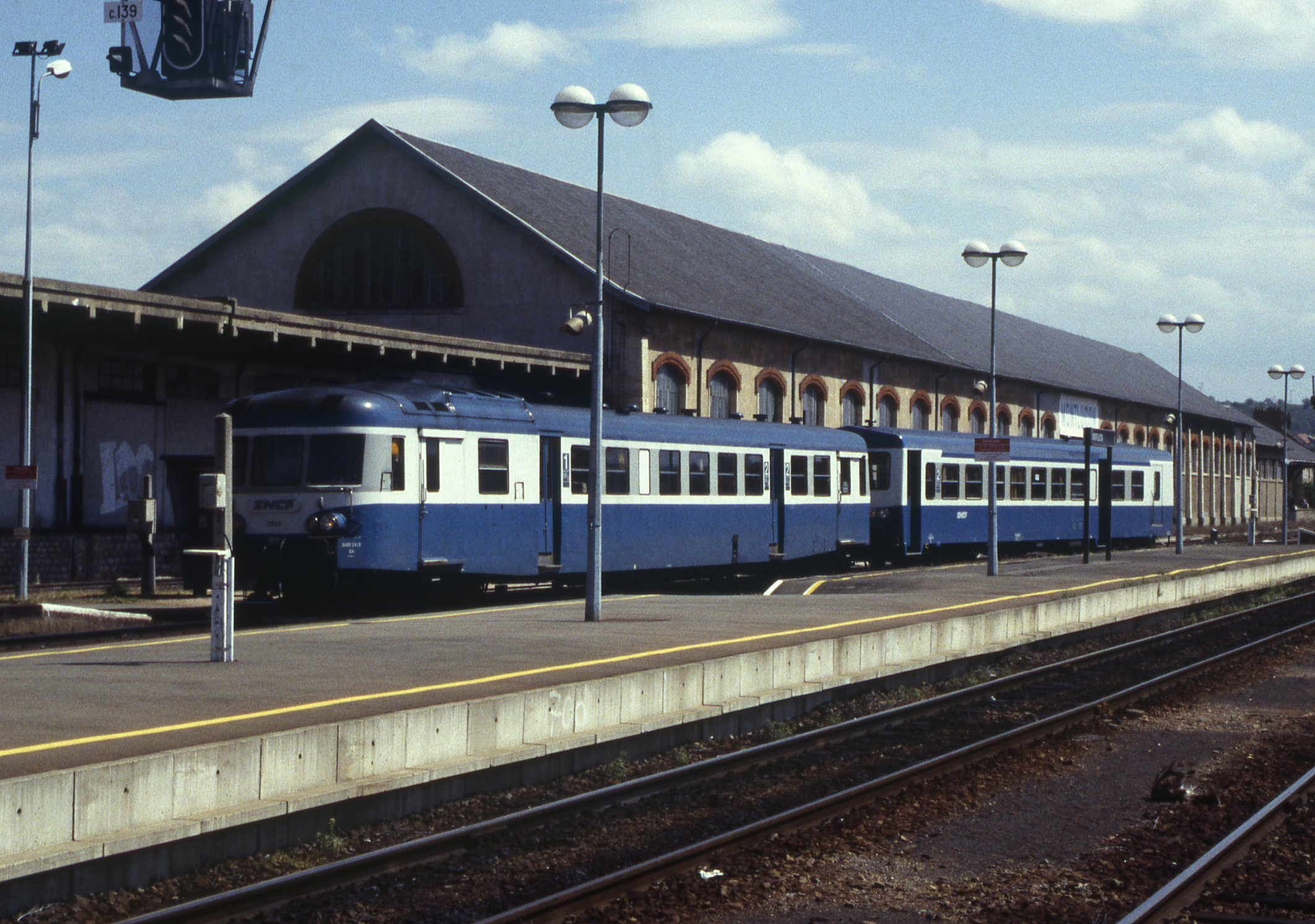
X 2800 et XR 6100 à Montluçon.
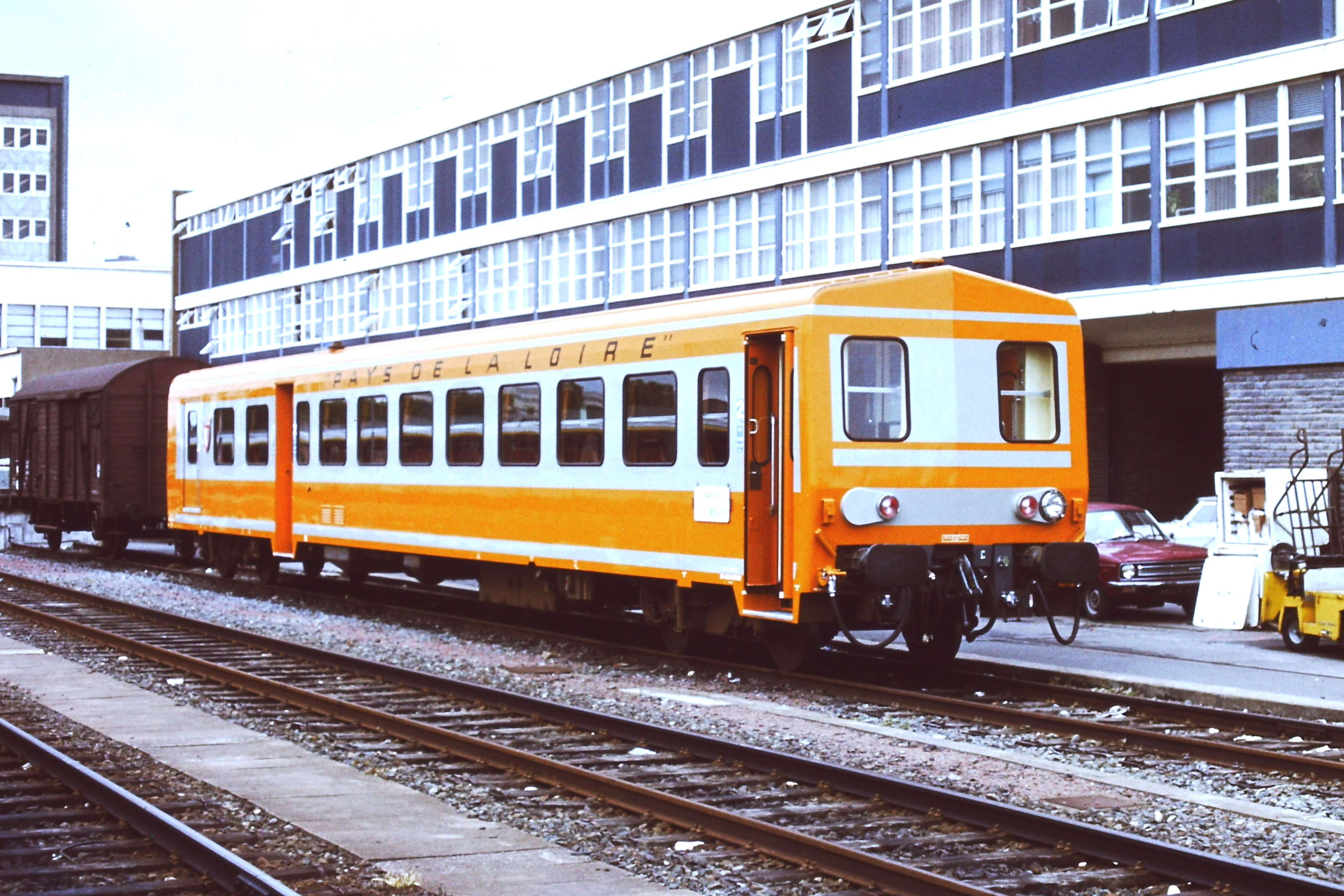
XR 69002 en livrée "Pays de la Loire" d'origine.
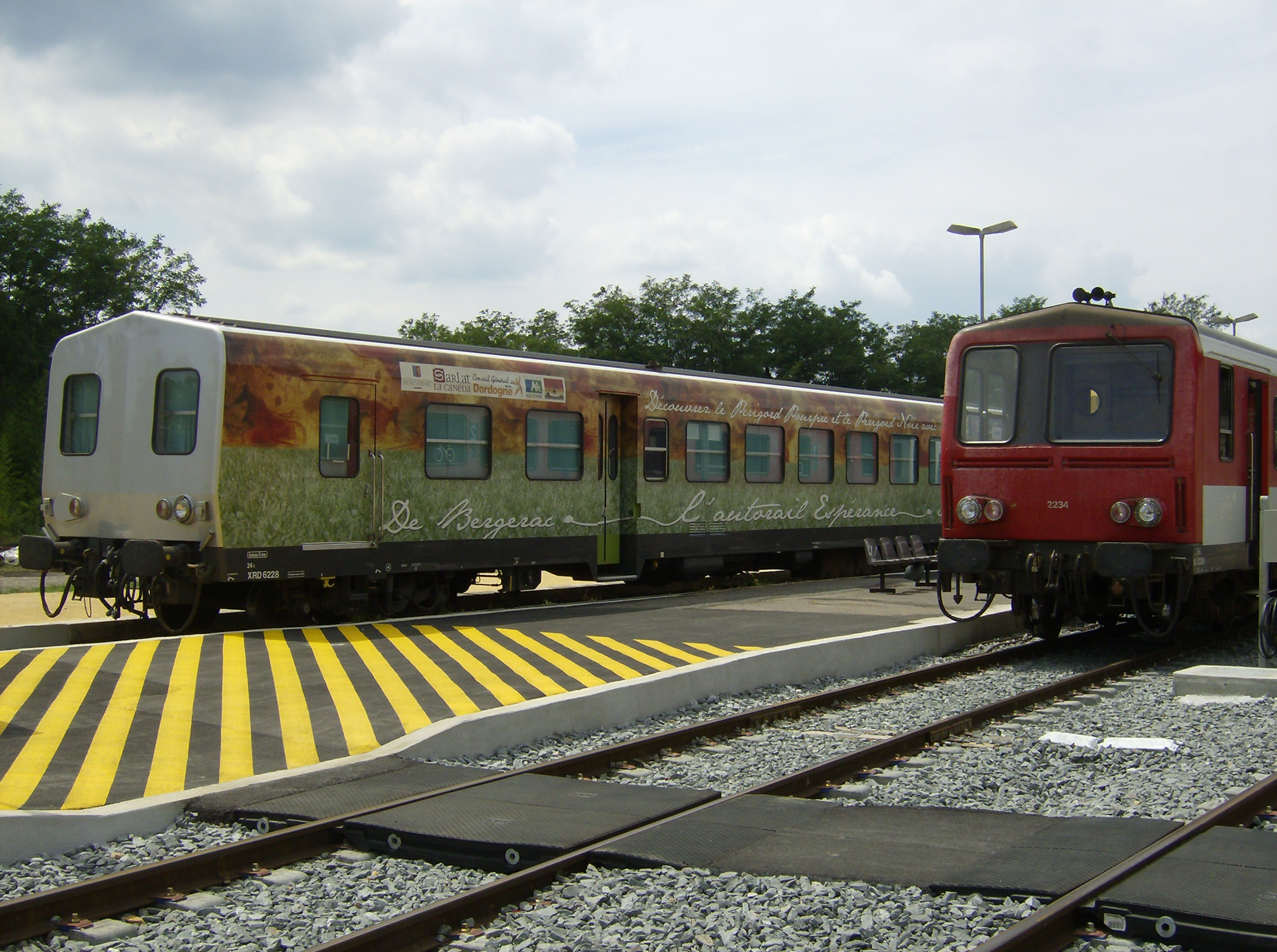
XR 6228 en livrée Autorail Espérance.
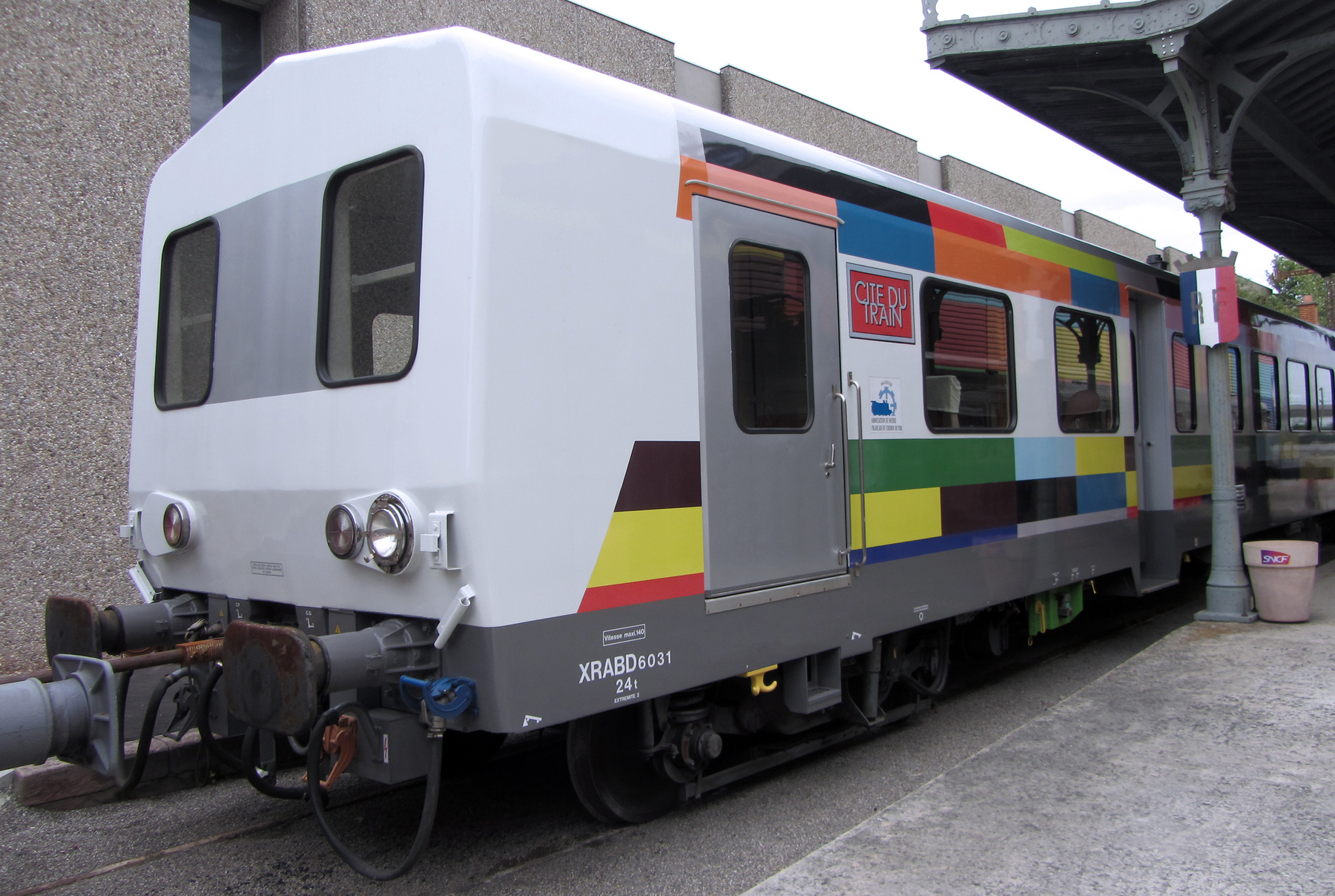
XR 6031 préservée à la Cité du train.
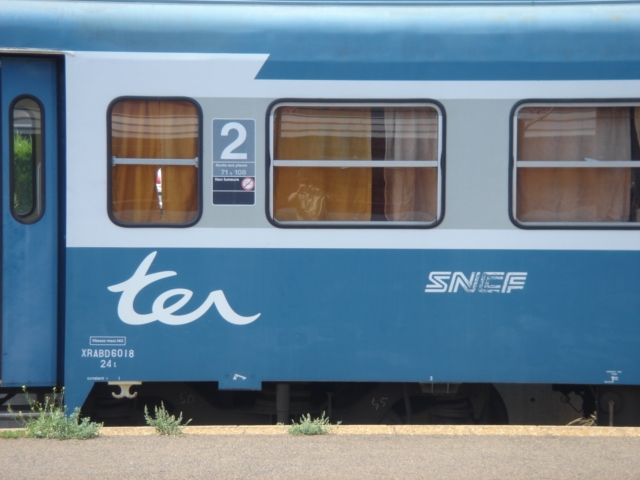
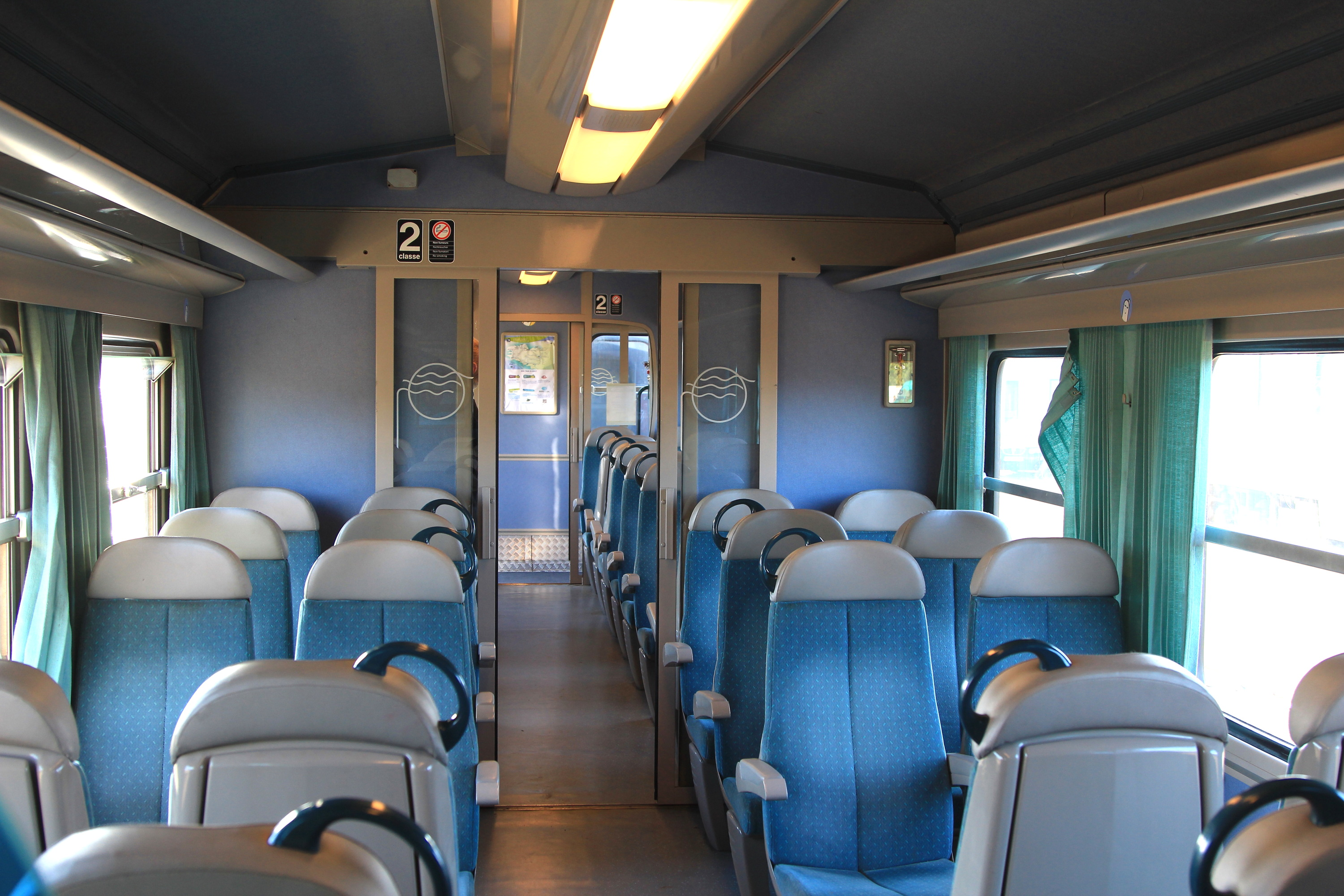
Intérieur (TER Bretagne).
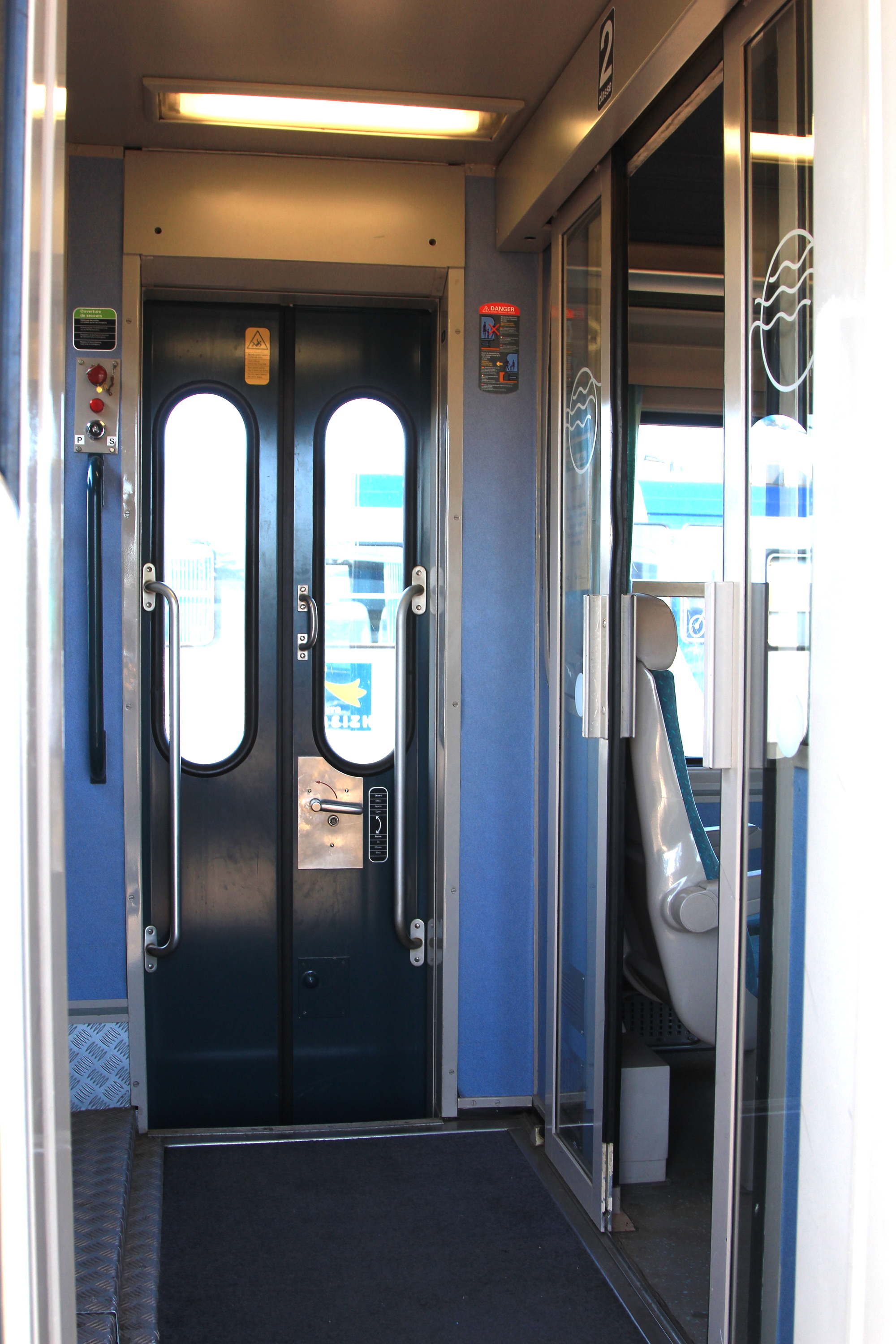
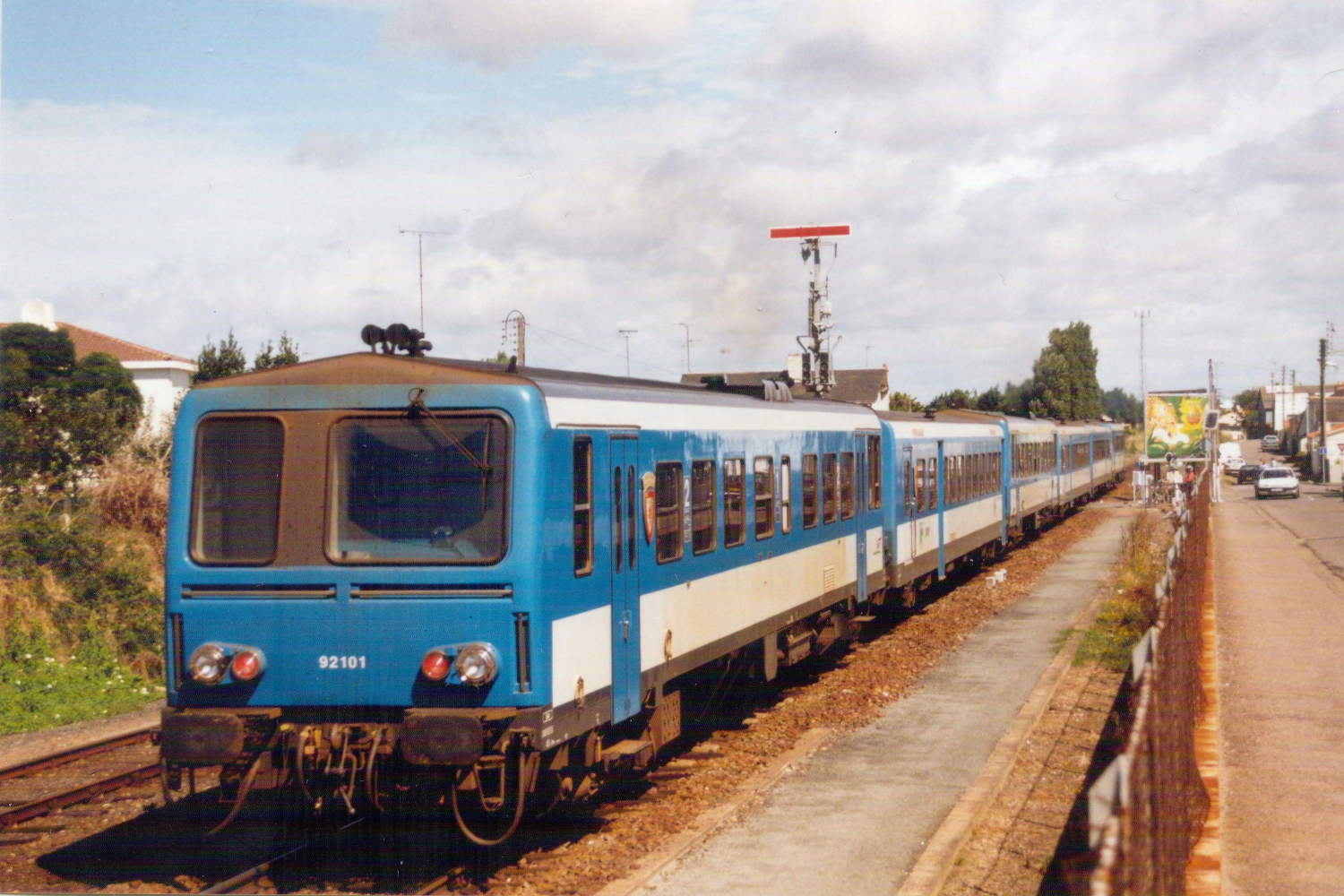
Convoi de trois autorails et trois remorques.